# Negentien preludes
Negentien preludes is een compositie van Kalevi Aho.
Het is in wezen een onvoltooid werk van deze Finse componist. In zijn jeugd (in 1965 was Aho zestien) vatte hij de moed op te beginnen aan Vierentwintig preludes in de traditie van Johann Sebastian Bach (onderdeel van Das wohltemperierte Klavier), Frédéric Chopin (Preludes) en Dmitri Sjostakovitsj (24 Preludes en fuga's). Aho kwam maar tot negentien. Hij schreef ze in zijn geboortedorp Forssa om oefenmateriaal te hebben voor zijn pianostudie. De achteste prelude werd als eerste geschreven, Aho schreef hem in 1962 (hij was toen dertien jaar). Vervolgens lag het even stil, maar in 1965 begin hij er weer aan in een chronologie die overeenkomt met de nummering. Dat is mede te horen in de ontwikkeling in de stijl. Vanaf met name prelude 17 is meer Aho te horen dan in de voorgaande preludes, die meer gestructureerd zijn richting eerder genoemde componisten, Robert Schumann en Felix Mendelssohn Bartholdy. Met name nummer zeventien, met ruim drie minuten de langst durende, laat Aho zelf horen; hij wist zich geïnspireerd door het gedicht Ympyrä (De cirkel) van Uuno Kailas, waarin de schrijver (en componist) geen uitweg vindt (hij beweegt figuurlijk in cirkels).
De negentien:
1. Tranquillo
2. Allegro vivace
3. Semplice
4. Presto
5. Grave
6. Maestoso
7. Presto
8. Allegretto
9. Lento assai
10. Prestissimo
11. Andante
12. Allegro – maestoso
13. Allegretto
14. Grave
15. Moderato grazioso
16. Moderato
17. Andante-allegro-adagio
18. Lento assai, esitante
19. Tranquillo

Sonja Fräki nam de serie op in januari 2013 in het Nieuwe Paviljoen in Grankulla, de componist was bij deze opnamen aanwezig. Het verscheen met andere pianowerken van Aho bij Bis Records. De eerste uitvoering van de gehele cyclus nam Fräki ook voor haar rekening; ze speelde de negentien preludes tijdens een concert op 27 februari 2014 in de concertzaal van de Sibeliusacademie, de plek waar Aho opgeleid werd.